# 庞伟
庞伟（1986年7月19日—），出生于河北保定，中國男子射擊運動員。其妻子是同为奥运冠军的杜丽。

## 生涯
龐偉在2000年於保定的第二重點業餘體育學校射擊中心接受張廣偉教練的訓練，在5年後在他19歲的时候入選國家隊，成为中國射擊隊近年最年輕的運動員。於2002年時，龐偉在全國射擊賽及全國青少年射擊賽获得冠軍。

### 崭露头角
2006年，龐偉於克羅地亞舉行的薩格勒布世界錦標賽中與林忠仔和譚宗亮組合，並於男子團賽10米氣手槍的預賽壓倒俄羅斯，以首名姿態晉身決賽，最終贏得金牌。在之後進行的男子個人10米氣手槍決賽以683.3環奪得金牌。12月2日，他在2006年多哈亚运会中，他再次與林忠仔和譚宗亮組合參與男子團體10米氣手槍小項，在決賽中，他們以1,744環的成绩贏得中國於該屆亞運中的第6面金牌，其中，龐偉取得588環的成績。3日後的男子團體50米手槍小項決賽，龐偉與譚宗亮及徐坤以1,682環贏得金牌。

### 北京奥运
在2008年夏季奥林匹克运动会中，庞伟以预赛第一的成绩晋级决赛，最终夺得金牌，这是中国射击队在2008年北京奥运会上夺得的首枚奖牌，也是中國代表團在北京奧運會取得的第二枚金牌。

### 倫敦奥运
2012年，庞伟代表中国出戰英國倫敦舉行的奥林匹克运动会射擊比賽男子50米手槍賽事。預賽階段，庞伟以第二名身份晉級決賽。但在隨後進行的決賽上，庞伟發揮失常，最後僅以683.7環的總成績結束比賽，与獎牌無緣。2014年，第17届仁川亚运会上，庞伟与队友蒲琪峰、王智伟合作在男子50米手枪慢射资格赛暨团体决赛中夺得首金，并打破了该项目的亚运会纪录。

### 里约热内卢奥运
2016年8月，庞伟代表中国出战巴西里约热内卢举行的奥林匹克运动会射击比赛男子10米气手枪赛事。决赛阶段，庞伟以180.4环获得季军，越南选手黄春荣以202.5环创造奥运会纪录夺冠，巴西华裔枪手费利佩以202.1环拿到亚军。

### 东京奥运
2021年7月24日，东京奥运会男子十米气手枪决赛打响，中国选手庞伟代表中国队出战，以217.6环获得铜牌。这是中国代表团在本届奥运会上摘得的第三枚奖牌（第一枚铜牌）。7月27日，庞伟与搭档姜冉馨一起，以16比14的总分，获得混合团体10米气手枪金牌。

## 主要成绩
| 时间   | 赛事       | 项目               | 成绩   |
| ------ | ---------- | ------------------ | ------ |
| 2006年 | 世界锦标赛 | 男子10米气手枪     | 冠军   |
| 2007年 | 世界杯     | 男子10米气手枪     | 季军   |
| 2007年 | 全国城运会 | 男子50米手枪慢射   | 冠军   |
| 2008年 | 北京奥运会 | 男子10米氣手槍     | 冠军   |
| 2011年 | 深圳大运会 | 男子10米氣步槍     | 亚军   |
| 2012年 | 伦敦奥运会 | 男子10米气步槍     | 第四名 |
| 2016年 | 里约奥运会 | 男子10米气手枪     | 季军   |
| 2021年 | 东京奥运会 | 男子10米气手枪     | 季军   |
| 2021年 | 东京奥运会 | 混合团体10米气手枪 | 冠军   |